# Liga de Campeones de Afganistán
La Liga de Campeones de Afganistán es la primera división de fútbol en Afganistán y es organizada por la Federación de Fútbol de Afganistán.

## Historia
Fue creada en el año 2021 como reemplazo de la Liga Premier de Afganistán y cuenta con la participación de 12 equipos de las ciudades de Kabul, Herat y Balkh.
En la temporada de 2022 el Abu Muslim FC terminó cuatro puntos detrás del campeón Attack Energy SC, con la curiosidad de que ambos equipos terminaron la temporada invictos..
En 2023 no hubo campeonato por la crisis financiera y la FIFA suspendió a la Afghanistan Football Federation desde inicios de 2023 por cambios políticos relacionados con el régimen Talibán, lo que violaba las regulaciones de FIFA, por lo que no enviaba fondos a la asociación desde finales de 2022.
En enero de 2024 la Afghanistan Football Federation anunció el regreso de la liga luego de concluido el Ramadan el 20 de abril. En la temporada de 2024 el Attack Energy SC fue campeón por segundo año consecutivo, donde ganó los 11 partidos sin recibir gol.

## Equipos 2024
Lista de los 12 equipos participantes en la temporada 2024:
| Club               | Ciudad    |
| ------------------ | --------- |
| Khurasan FC        | Faryab    |
| MGM Khadim         | Sar-e Pol |
| Istiqlal FC        | Kabul     |
| Abu Muslim FC      | Farāh     |
| Maiwand FC         | Helmand   |
| Wahidy FC          | Paktia    |
| FC Sorkh Poshan    | Herat     |
| Aino FC            | Kandahar  |
| Mawj Sahel FC      | Balkh     |
| Sarsabz Yashlar FC | Faryab    |
| Attack Energy SC   | Herat     |
| Adalat Farah FC    | Farāh     |

## Lista de Campeones
| Año     | Campeón       | Subcampeón    | Goleador          | Goles |
| ------- | ------------- | ------------- | ----------------- | ----- |
| 2021    | Sorkh Poshan  | Istiqlal      | N/A               | N/A   |
| 2022    | Attack Energy | Abu Muslim    | N/A               | N/A   |
| 2023    | No se jugó    | No se jugó    | No se jugó        |       |
| 2024    | Attack Energy | Sorkh Poshan  | Ahmad Nabi Muqdas |       |
| 2024/25 | Abu Muslim    | Attack Energy | N/A               | N/A   |

## Palmarés
| Club          | Títulos | Subtítulos | Años campeón |
| ------------- | ------- | ---------- | ------------ |
| Attack Energy | 2       | 1          | 2022, 2024   |
| Sorkh Poshan  | 1       | 1          | 2021         |
| Abu Muslim    | 1       | 1          | 2024/25      |
| Istiqlal      | 0       | 1          |              |